# Jean-Pierre Goyer
Jean-Pierre Goyer PC QC (* 17. Januar 1932 in Saint-Laurent, Montreal, Québec; † 24. Mai 2011) war ein kanadischer Rechtsanwalt und Politiker der Liberalen Partei, der mehrere Jahre Abgeordneter des Unterhauses sowie Minister war.

## Leben
Nach dem Schulbesuch absolvierte Goyer ein Studium am College St. Laurent sowie College Ste. Marie, das er mit einem Bachelor of Arts (B.A.) beendete. Ein darauf folgendes Studium der Rechtswissenschaften an der Universität Montreal schloss er 1953 mit einem Bachelor of Laws (LL.B.) ab und nahm im Anschluss eine Tätigkeit als Rechtsanwalt auf.
Bei der Unterhauswahl vom 8. November 1965 wurde er als Kandidat der Liberalen Partei erstmals zum Abgeordneten in das Unterhaus gewählt und vertrat in diesem bis zu seinem Mandatsverzicht am 31. Dezember 1978 den Wahlkreis Dollard.
Am 30. August 1968 übernahm er sein erstes Regierungsamt mit der Ernennung zum Parlamentarischen Sekretär beim Außenminister, das er bis zum 30. September 1970 bekleidete. Am 22. Dezember 1970 wurde er von Premierminister Pierre Trudeau zum Solicitor General in die 20. Regierung Kanadas berufen, in der er anschließend vom 27. November 1972 bis zum 23. November 1978 Minister für Versorgung und Dienstleistungen war. In seine Amtszeit als Solicitor General fiel zu Beginn der 1970er Jahre eine umfangreiche Reform des Strafvollzugs, die zu einer Verbesserung der Besuchsregelungen, der Unterbringung sowie der Arbeits- und Ausbildungssituation, aber auch der Kleidung und Haarschnitte der Strafgefangenen führte.
Nach seinem Ausscheiden aus Regierung und Unterhaus nahm er seine Tätigkeit als Rechtsanwalt wieder auf.